# Jean-Jacques Hatt
Jean-Jacques Hatt, né le 3 mars 1913 à Paris et mort le 10 janvier 1997 à Zellwiller (Alsace), est un archéologue, préhistorien et historien français, spécialiste de la Gaule celtique puis romanisée, professeur à l'Université de Strasbourg, directeur des Antiquités d'Alsace, conservateur du musée archéologique de Strasbourg.

## Famille et jeunesse
La famille Hatt est une famille de la bourgeoisie protestante strasbourgeoise depuis 1527, année où s’installe à Strasbourg l’humaniste alsacien Matterne Hatten. Son père Jacques Hatt, docteur en droit et en lettres, est un passionné d’histoire, auteur de plusieurs ouvrages sur Strasbourg aux XVe et XVIIe siècles. Il fait rencontrer à son fils encore adolescent Robert Forrer, conservateur du musée préhistorique et gallo-romain de Strasbourg. Dès 1927, Jean-Jacques Hatt travaille sous sa direction et participe à de premières fouilles à Dachstein et à Heiligenberg.
Jean-Jacques Hatt épouse en 1937 l'artiste-peintre Suzanne Trocmé (1914-2009). Plusieurs des œuvres de Suzanne Trocmé-Hatt sont exposées au Musée d'Art moderne et contemporain de Strasbourg. 
Ils auront eu quatre enfants.

## Formation
En 1934, Jean-Jacques Hatt passe sa licence de lettres à la Sorbonne. 
En 1935, il obtient son diplôme d’études supérieures sous la direction de Charles Picard, sur « Les rites funéraires chez Homère » ; et en 1937, une agrégation de grammaire. Il commence alors à enseigner au lycée Kléber de Strasbourg tout en initiant des recherches sur la tombe gallo-romaine.
Appelé pour son service militaire en 1938 au 309e régiment d'artillerie, il reste sous les drapeaux à la suite du déclenchement de la guerre et n'est démobilisé qu'en juillet 1940 après la défaite.
Malgré l’interruption des années de guerre pendant lesquelles il enseigne au lycée Blaise Pascal de Clermont-Ferrand, il soutient en Sorbonne sa thèse sur la tombe gallo-romaine, qu'il obtient en 1948 avec les félicitations du jury.

## Parcours universitaire
En 1953, Jean-Jacques Hatt est nommé maître de conférences à l’université de Strasbourg, puis professeur titulaire en 1958, prenant la suite d’Albert Grenier.
En 1963, il assume la présidence de l’UER des sciences historiques. Il vit difficilement les événements de mai 1968 et l’occupation de l’université par les étudiants protestataires.
Il délivre les enseignements suivants :
- un cours général sur la Gaule celtique et la Gaule romaine ;
- cours de spécialité pour la période romaine à l’Institut des Antiquités nationales (art, économie, céramique, rites et religions gauloise et romaine) ;
- cours de protohistoire ;
- cours d’agrégation sur la Gaule du IIIe siècle av. J.-C. au IIIe siècle après (pour le Centre national du Télé-enseignement) ;
- conférences sur l’âge du bronze pour l’École du Louvre à Paris ;
- cours de fouilles à l’école d’archéologie du Pègue (Drôme).

Il a appartenu au comité de patronage de la Nouvelle École.

## Fonctions officielles

### Conservateur du Musée archéologique de Strasbourg
Ayant pris la fonction de conservateur du Musée archéologique de Strasbourg bénévolement à partir de 1945, il assure la réorganisation et la rénovation complète du musée. Les fouilles qu’il dirige en Alsace (Strasbourg, Ehl, Sarre-Union, Seltz, Mackwiller, Saverne, Brumath…) lui permettent également d'enrichir ses collections. Une salle, celle consacrée à la Gaule celtique, lui a été dédiée en 1999.

### Directeur régional des Antiquités
Jean-Jacques Hatt fut pendant de nombreuses années directeur de la circonscription des Antiquités historiques d’Alsace et de Moselle. À ce titre, il reconstitua l’histoire ancienne de Strasbourg en appliquant la méthode stratigraphique aux nombreuses fouilles urbaines qu’il eut à superviser (place de la Cathédrale, église Saint-Nicolas, église Saint-Étienne, rue du Sanglier, rue de l’Ail…).

## Travaux

### Fouilles archéologiques[3]
- sur le plateau de Gergovie[7], puis à Aulnat (1941-1945) ;
- en Champagne (notamment de 1954 à 1961) ;
- à Strasbourg et ailleurs en Alsace (1947-1968) ;
- au Pègue (1958-1976, 18 campagnes de fouilles).

### Activités scientifiques
- fondation du Groupe d’études sur la céramique antique en Gaule (actuelle SFÉCAG) en 1962, dont il assure la présidence jusqu'en 1978[8] ;
- recherches sur la sculpture romaine en Gaule (publications en 1964 et 1966) ;
- chronologie de l'Âge du bronze (publications de 1954 à 1961) ;
- religion gauloise, thème récurrent dans ses recherches, depuis sa thèse sur la tombe gauloise commencée dès 1937 jusqu’à son ouvrage de référence Mythes et dieux de la Gaule, dont le tome 1 est paru chez Picard en 1989 et dont le tome 2 est paru de manière posthume sur le site jeanjacqueshatt.free.fr[3].

Jean-Jacques Hatt est à l'origine de la subdivision de l’Âge du bronze français, qu’il propose en 1954 et confirme en 1958 dans le Bulletin de la Société préhistorique française. Sa tripartition de l’Âge du bronze en France, entre Bronze ancien (1800 à 1400 av. J.-C. environ), Bronze moyen (1500 à 1100 av. J.-C. environ) et Bronze final (1200 à 700 av. J.-C. environ), a longtemps fait référence, avant que les techniques modernes de datation la rendent quelque peu obsolète.

## Organismes et associations
- Comité des travaux historiques et scientifiques ;
- Société archéologique du Midi de la France (membre correspondant en 1941, membre associé de 1989 à 1997) ;
- Société préhistorique française (vice-président en 1959, président en 1963)[4] ;
- Société philomatique vosgienne.

## Anecdotes
- Féru de scoutisme et amateur de grand air, il entraîne en 1937 ses étudiants du lycée Kléber (d'[Où ?]) dans des excursions à vélo pour visiter les fouilles archéologiques de Dachstein et de Heiligenberg[3].
- En 1956, il découvre à Mackwiller un important sanctuaire de Mithra. En 1966, il revient à Mackwiller à l'occasion de la mise au jour d'un important mausolée non loin des thermes. Faute de crédits, il se porte lui-même acquéreur de la parcelle concernée afin de préserver les vestiges fraîchement exhumés[10].
- En 1969, il apporte une précieuse contribution à l'aménagement d'une section archéologique au musée de Saverne, en proposant spontanément d'assurer la datation de tout le mobilier exposé[10].

## Distinctions
- Commandeur de la Légion d'honneur,
- Commandeur de l'ordre des Arts et des Lettres,
- Commandeur de l'ordre des Palmes académiques.

## Publications

### Ouvrages
- La Tombe gallo-romaine, recherches sur les inscriptions et les monuments funéraires gallo-romains des trois premiers siècles de notre ère, Presses universitaires de France, 1951
- Strasbourg au temps des Romains, Petite collection alsacienne, 1953.
- Histoire de la Gaule romaine, 120 avant J.-C. - 451 après J.-C., colonisation ou colonialisme ? (préface de Jérôme Carcopino), Payot (Poitiers, Impr. S.F.I.L. et M. Texier réunies), 1959, 2e éd. 1966.
- Sculptures antiques régionales, Musée archéologique de Strasbourg, Éditions des Musées nationaux, 1964.
- Sculptures gauloises : esquisse d'une évolution de la sculpture en Gaule depuis le VIe siècle av. J.-C. jusqu'au IVe siècle après J.-C., Les Éditions du Temps, 1966.
- Les Celtes et les Gallo-Romains, Nagel, 1970.
- La Tombe gallo-romaine : recherches sur les inscriptions et les monuments funéraires gallo-romains des trois premiers siècles de notre ère (suivi de) Les Croyances funéraires des Gallo-romains d'après la décoration des tombes, Picard, 1986.
- Mythes et dieux de la Gaule. 1, Les Grandes divinités masculines, Picard, 1989.
- Argentorate-Strasbourg, Presses Universitaires de Lyon, 1993.
- Mythes et dieux de la Gaule. 2  (inachevé, complété après son décès, consultable en ligne : sur jeanjacqueshatt.free.fr).

### Contributions à des ouvrages collectifs
- Histoire de l'Alsace. Publiée sous la direction de Philippe Dollinger (articles de Jean-Jacques Hatt, Philippe Dollinger, Francis Rapp, Georges Livet, ...), 1970.
- Documents de l'histoire de l'Alsace, par André Thévenin, Jean-Jacques Hatt, Philippe Dollinger, Roland Recht, etc., publiés sous la direction de Philippe Dollinger, Privat, 1972.
- L'Alsace celtique et romaine : 2200 av. J.-C. à 450 ap. J.-C., sous la direction de Francis Rapp, éditions Mars et Mercure, 1978.
- Histoire de Strasbourg des origines à nos jours. 1, Strasbourg des origines à l'invasion des Huns, sous la direction de Georges Livet et Francis Rapp, éditions des Dernières nouvelles de Strasbourg, 1980.

### Articles
- Une visite aux fouilles de Gergovie, dans Gergovie, haut-lieu de France. Géographie, archéologie, histoire, tourisme, 1943.
- Les Céramiques protohistoriques et gallo-romaines du Puy-de-Dôme, Bulletin historique et scientifique de l'Auvergne, t. 63, 1943.
- Étude d'un lot de poteries gallo-romaines découvert à Clermont, à l'emplacement des nouvelles facultés, Impr. de J. de Bussac, 1945.
- Tombes à incinération découvertes à Issoire (Pierre-François Fournier et J.-J. Hatt), Impr. de J. de Bussac, 1945.
- Essai d'une comparaison entre la céramique celtique d'Aulnat-Sud et la céramique gallo-romaine précoce de Gergovie, Impr. de J. de Bussac, 1946.
- « Les fouilles de la ruelle Saint-Médard à Strasbourg », Gallia, 1953, 11-2, p. 225-248, [lire en ligne].
- Résultats des dernières fouilles romaines en Alsace, 1956-1957, extrait de la Revue d'Alsace, t. 96, 1957.
- Les Influences hellénistiques sur la sculpture gallo-romaine dans le Nord-Est de la Gaule, depuis le premier siècle jusqu'au milieu du deuxième, Université de Dijon, Fasc. XVI, Actes du Colloque sur les influences helléniques en Gaule, impr. Bernigaud et Privat, 1958.
- Nouvelles recherches sur les origines de Clermont-Ferrand, Institut d'études du Massif central, 1970.
- « Découvertes archéologiques à Strasbourg, rue du Puits », Cahiers alsaciens d'archéologie, art et histoire, t. XIV, 1970, p. 91-100.
- Divinités orientales et dieux gaulois, 1978.
- L'humanisme chez les Celtes, Bulletin de l'association Guillaume Budé, no 1, mars 1986, p. 2-7.
- La Montagne sacrée du Donon (avec Francis Mantz), éd. des Dernières Nouvelles d'Alsace, 1988.